# 大橋澤三郎

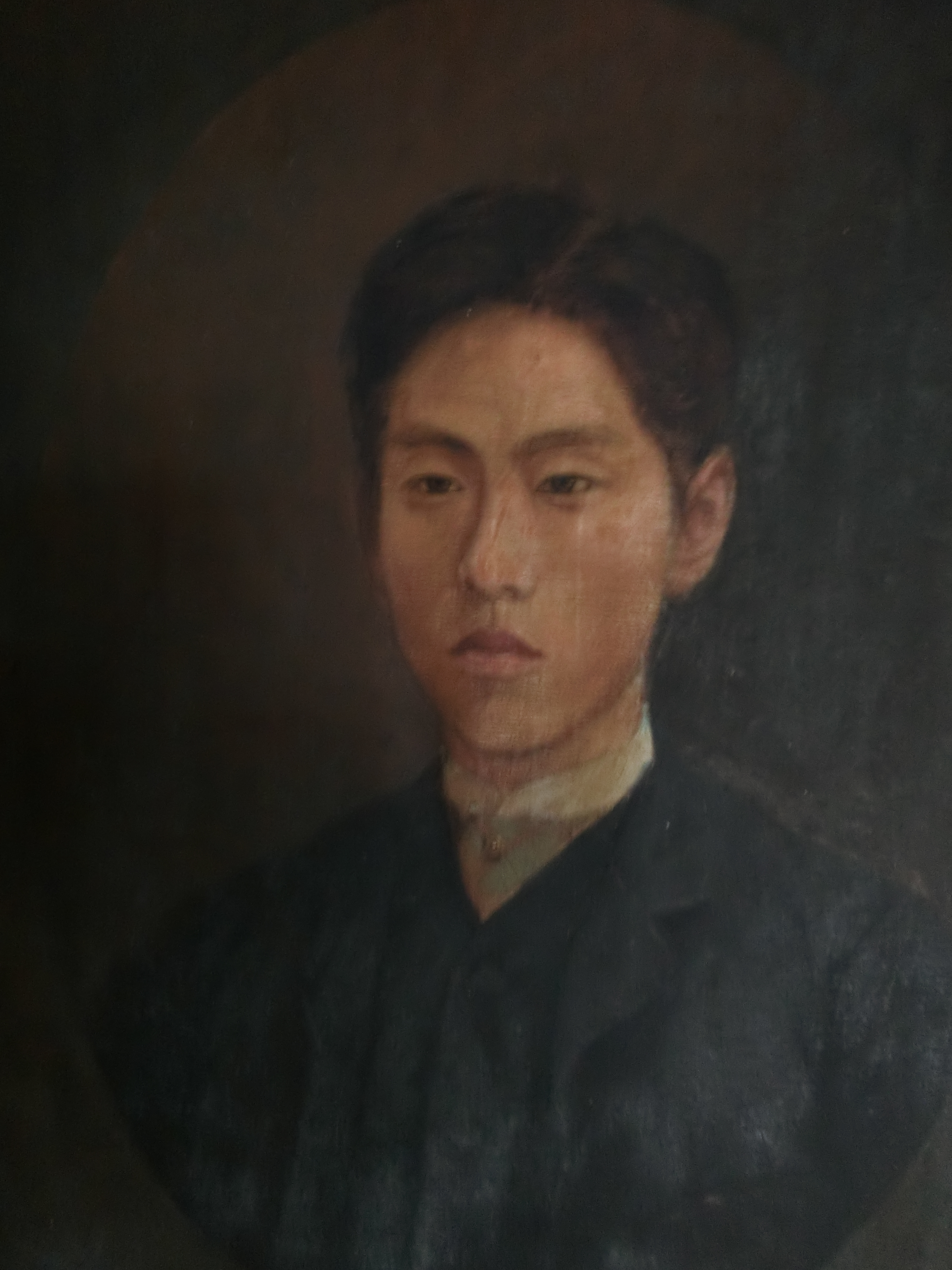
大橋澤三郎 肖像画 倉敷市阿知2丁目 大橋家所有

大橋 澤三郎（おおはし さわさぶろう、1860年（万延元年） - 1889年（明治22年）10月30日）は、実業家。岡山県高梁市出身。諱は義質、号は達堂。1888年、倉敷紡績を設立。

## 略歴
大橋澤三郎は万延元年（1860年）11月12日、川上郡吹屋村（現:高梁市成羽町吹屋）の中山実富の四男に生まれた。
井原興譲館（現:備中興譲館）、坂田警軒の門に入り、経史を修め、頭角をあらわした（倉敷文庫「倉敷人物百選」より）。 
澤三郎は倉敷村（現:倉敷市）大橋重質（和泉大橋家）の長女・竹の婿養子となり分家した（通称:向大橋家）。  
かって東京に遊学して英語を学び 、また経済に明るく、新知識を身につけていた澤三郎（当時26歳）は、小松原慶太郎（当時24歳）、木村利太郎（当時26歳）と相携えて、「知識交換会」を結成。1886年、「紡績所企業計画書」を策定して地元有力者、岡山県知事などに働きかけ、上京調査団を編成。各地の紡績工場を視察しながら上京し、郷里の先輩、馬越恭平を介して三井物産益田孝社長や渋沢栄一らからの助言を受け、明治20年（1887年）、大原孝四郎を頭取に仰いで倉敷紡績を設立。取締役に就任した澤三郎は工場建設途中に病を得て静養を余儀なくされる。
明治22年（1889年）10月30日、工場操業開始を見届け永眠。享年30歳 。